# Tural Isgandarov
Tural Isgandarov, né le 12 janvier 1992 à Sumqayit, est un coureur cycliste azerbaïdjanais.

## Palmarès
- 2012
  - 2e du championnat d'Azerbaïdjan du contre-la-montre
  - 3e du championnat d'Azerbaïdjan sur route
- 2013
  - 2e du championnat d'Azerbaïdjan du contre-la-montre
  - 2e du championnat d'Azerbaïdjan sur route
- 2014
  - 2e du championnat d'Azerbaïdjan sur route
  - 3e du championnat d'Azerbaïdjan du contre-la-montre

## Classements mondiaux
| Année                                 | 2012 | 2013 | 2014 | 2015 |
| ------------------------------------- | ---- | ---- | ---- | ---- |
| UCI Europe Tour                       | 340e | 402e | 395e | 922e |
|                                       |      |      |      |      |
| Légende : nc = non classéSource : UCI |      |      |      |      |